# Tatiana Velikanova
Tatiana Mikhailovna Velikanova (en russe : Татья́на Миха́йловна Велика́нова) née le 3 février 1932, et morte le 19 septembre 2002, est une mathematicienne russe et dissidente soviétique (en).